# Ag-Gelskiy
La reserva estatal Ag-Gelskiy o Ag-Gel es una reserva natural de Azerbaiyán que se creó en el año 1978 para la conservación de las rutas migratorias, áreas para pasar el invierno y para que aniden las aves acuáticas y las zancudas, así como para la cría de especies comerciales de peces. Tiene una superficie de 4.400 hectáreas, de las que parte son el lago Ag-Gel, que se encuentra por debajo del nivel del mar.
Debido a la abundancia de vegetación en las orillas, el lago pertenece al tipo eutrófico de cuerpos hídricos. Hay muchas islas con una superficie de 2 a 10 hectáreas en los estrechos, que están densamente cubiertos por juncos, salinas y cereales. En su conjunto este sistema se extiende de 0,04 a 5 kilómetros.
La parte más protegida son los ecosistemas pantanosos del lago Ag-Gel, lugares de anidamiento masivo, lugares de descanso durante el invierno para las aves acuáticas y costeras.
Tomando como base esta reserva estatal Ag-Gol y la reserva de caza estatal Ag-Gol se creó el Parque nacional Aggol o Ag-Gel con una superficie de 17.924 hectáreas el 5 de julio de 2003.